# Česká Lípa
Česká Lípa é uma cidade checa localizada na região de Liberec, distrito de Česká Lípa.